# Thiện ác đối đầu 3
Thiện ác đối đầu 3 là một bộ phim hành động Mỹ năm 2023 do Antoine Fuqua đạo diễn. Đây là phần tiếp theo của bộ phim Thiện ác đối đầu 2 năm 2018, là phim thứ ba và cũng là bộ phim cuối cùng trong bộ ba Thiện ác đối đầu, dựa trên loạt phim truyền hình cùng tên. Phim có sự tham gia của Denzel Washington, Dakota Fanning, David Denman, Sonia Ammar và Remo Girone.

## Nội dung
Tại một hầm rượu ở Sicily, Robert McCall đã giết ông trùm tội phạm Lorenzo Vitale và thuộc hạ của lão để cướp chìa khóa kho tiền và lấy một số tiền lớn. Khi đang rời đi, Robert bị cháu trai của Vitale bắn vào lưng. Về đất liền, vết thương đã khiến ông bị bất tỉnh giữa đường và ông được sĩ quan hiến quân Gio Bonucci giúp đỡ.
Bonucci đưa Robert đến một thị trấn tên là Altamonte, nơi ông được bác sĩ Enzo Arisio chữa trị vết thương. Robert làm quen với người dân địa phương và trở nên yêu mến thị trấn này. Robert gọi điện cho sĩ quan CIA Emma Collins - con gái của Susan Plummer - để thông báo cho cô về vai trò của hầm rượu trong hoạt động buôn lậu ma túy được ngụy trang dưới dạng giao dịch kinh doanh ở Sicily. Collins và các đặc vụ CIA đã đến hầm rượu và tìm thấy hàng triệu USD tiền mặt cùng với số ma túy được giấu trong nhà kho, đúng như lời Robert nói.
Băng đảng Camorra bắt đầu quậy phá và giết một số người dân Altamonte để ép buộc họ bán nhà cho chúng xây dựng một khu nghỉ mát. Marco Quaranta, một thành viên cấp cao của Camorra, đốt cháy cửa hàng cá của một người đàn ông khi những người dân khác chứng kiến. Bonucci xem lại đoạn phim camera về vụ phóng hỏa và gọi cho cảnh sát trung ương để điều tra. Sau đó băng nhóm của Marco đánh đập gia đình của Bonucci vì anh dám can thiệp vào chuyện của chúng.
Robert yêu cầu Marco chuyển đến nơi khác hoạt động, khi Marco từ chối, Robert đã giết hắn và thuộc hạ của hắn. Vincent Quaranta, anh trai của Marco và là người đứng đầu băng đảng Camorra, tra tấn cảnh sát trưởng địa phương để buộc ông ta điều tra ai đã giết Marco. Vincent âm mưu ám sát Collins bằng cách cài bom vào xe của cô, nhưng cô đã thoát chết nhờ cuộc gọi của Robert. Vincent đe dọa sẽ hành quyết Bonucci trước mặt người dân Altamonte nếu hung thủ giết em trai hắn không lộ diện. Robert đành phải ra mặt, nhưng trước khi Vincent có thể giết ông, toàn bộ người dân đồng loạt ghi hình lại khiến Vincent không dám ra tay. Băng đảng của Vincent đành phải rời đi, dự định sẽ quay lại trả đũa vào ngày hôm sau.
Đêm hôm đó, Robert đột nhập vào nhà Vincent và giết sạch thuộc hạ của hắn. Sau đó Robert ép Vincent uống một lượng lớn ma túy của chính hắn khiến hắn chết từ từ trên đường phố. Vài ngày sau, Robert nhờ Collins giao số tiền mà ông lấy từ hầm rượu cho một cặp vợ chồng già ở Mỹ. Trở về Virginia, Collins được thăng chức do có công chấm dứt hoạt động buôn ma túy của bọn tội phạm ở Altamonte. Anh em nhà Quaranta giờ đây đều đã chết, Robert ăn mừng cùng người dân Altamonte sau khi đội bóng của Ý giành chiến thắng trong một giải đấu bóng đá.